# NGC 2808
NGC 2808 је збијено звездано јато у сазвежђу Прамац које се налази на NGC листи објеката дубоког неба.
Деклинација објекта је - 64° 51' 45" а ректасцензија 9h 12m 2,6s. Привидна величина (магнитуда) објекта NGC 2808 износи 6,2. NGC 2808 је још познат и под ознакама GCL 13, ESO 91-SC1.